# دانا غلوفر
دانا غلوفر (بالإنجليزية: Dana Glover)‏ هي كاتبة غنائية ومغنية وموسيقية أمريكية، ولدت في 14 أكتوبر 1974 في روكي ماونت في الولايات المتحدة.

## وصلات خارجية
- الموقع الرسمي
- دانا غلوفر على موقع ميوزك برينز (الإنجليزية)
- دانا غلوفر على موقع أول ميوزيك (الإنجليزية)
- دانا غلوفر على موقع ديسكوغز (الإنجليزية)